# Лейчжоу (місто)
Лейчжоу (кит. спр. 雷州市, піньїнь: Léizhōu Shì) — місто-повіт в південнокитайській провінції Гуандун, складова міста Чжаньцзян.

## Географія
Лейчжоу розташовується у центрі однойменного півострова на висоті близько 15 метрів над рівнем моря.

### Клімат
Місто знаходиться у зоні, котра характеризується вологим субтропічним кліматом. Найтепліший місяць — липень із середньою температурою 28,7 °C. Найхолодніший місяць — січень, із середньою температурою 15,9 °С.
| Клімат Лейчжоу          | Клімат Лейчжоу | Клімат Лейчжоу | Клімат Лейчжоу | Клімат Лейчжоу | Клімат Лейчжоу | Клімат Лейчжоу | Клімат Лейчжоу | Клімат Лейчжоу | Клімат Лейчжоу | Клімат Лейчжоу | Клімат Лейчжоу | Клімат Лейчжоу | Клімат Лейчжоу |
| Показник                | Січ.           | Лют.           | Бер.           | Квіт.          | Трав.          | Черв.          | Лип.           | Серп.          | Вер.           | Жовт.          | Лист.          | Груд.          | Рік            |
| Середній максимум, °C   | 19,5           | 19,8           | 22,8           | 27,3           | 30,7           | 32,5           | 32,9           | 32,2           | 30,7           | 28,5           | 25,3           | 21,3           | 27             |
| Середня температура, °C | 15,9           | 16,8           | 19,6           | 23,9           | 26,8           | 28,4           | 28,7           | 28,3           | 27             | 24,8           | 21,2           | 17,3           | 23,2           |
| Середній мінімум, °C    | 13,5           | 14,7           | 17,5           | 21,5           | 24,1           | 25,5           | 25,7           | 25,6           | 24,4           | 22,1           | 18,3           | 14,4           | 20,6           |
| Норма опадів, мм        | 19             | 36             | 43.7           | 99.4           | 213            | 210.4          | 231.2          | 288.3          | 244.4          | 147.1          | 47.4           | 26.9           | 1606.8         |
| Вологість повітря, %    | 83             | 89             | 90             | 89             | 86             | 84             | 83             | 85             | 85             | 82             | 78             | 78             | 84.3           |
| ----------------------- | -------------- | -------------- | -------------- | -------------- | -------------- | -------------- | -------------- | -------------- | -------------- | -------------- | -------------- | -------------- | -------------- |
| Джерело: data.cma.cn    |                |                |                |                |                |                |                |                |                |                |                |                |                |